# Bank of China Building (Singapour)
Le Bank of China Building est un gratte-ciel de bureaux de 168 mètres de hauteur construit à Singapour en l'an 2000. Il a été conçu par l'agence d'architecture de Hong Kong,  P&T Group.
Ce bâtiment abrite des locaux de la Bank of China.